# Інвернесс-Гайлендс-Норт (Флорида)
Інвернесс-Гайлендс-Норт (англ. Inverness Highlands North) — переписна місцевість (CDP) в США, в окрузі Цитрус штату Флорида. Населення — 2707 осіб (2020).

## Географія
Інвернесс-Гайлендс-Норт розташований за координатами 28°51′52″ пн. ш. 82°22′37″ зх. д. / 28.86444° пн. ш. 82.37694° зх. д. (28.864505, -82.376959).  За даними Бюро перепису населення США в 2010 році переписна місцевість мала площу 5,05 км², з яких 4,89 км² — суходіл та 0,16 км² — водойми.

## Демографія
Згідно з переписом 2010 року, у переписній місцевості мешкала 2401 особа в 962 домогосподарствах у складі 646 родин. Густота населення становила 476 осіб/км².  Було 1081 помешкання (214/км²).
Расовий склад населення:
| - 91,0 % — білих - 4,7 % — чорних або афроамериканців - 1,2 % — азіатів - 0,4 % — корінних американців |

До двох чи більше рас належало 2,0 %. Частка іспаномовних становила 5,8 % від усіх жителів.
За віковим діапазоном населення розподілялося таким чином: 24,6 % — особи молодші 18 років, 57,6 % — особи у віці 18—64 років, 17,8 % — особи у віці 65 років та старші. Медіана віку мешканця становила 39,0 року. На 100 осіб жіночої статі у переписній місцевості припадало 88,6 чоловіків;  на 100 жінок у віці від 18 років та старших — 84,4 чоловіків також старших 18 років.
Середній дохід на одне домашнє господарство  становив 67 269 доларів США (медіана — 55 260), а середній дохід на одну сім'ю — 78 518 доларів (медіана — 62 538). За межею бідності перебувало 13,2 % осіб, у тому числі 17,4 % дітей у віці до 18 років та 3,0 % осіб у віці 65 років та старших.
Цивільне працевлаштоване населення становило 1044 особи. Основні галузі зайнятості: роздрібна торгівля — 25,6 %, освіта, охорона здоров'я та соціальна допомога — 19,9 %, науковці, спеціалісти, менеджери — 17,9 %.